# Werner Kniehahn
Werner Kniehahn (* 12. Juni 1895 in Naumburg (Saale); † 14. Februar 1967 in Berlin) war ein deutscher Maschinenbauer und Hochschullehrer.

## Leben

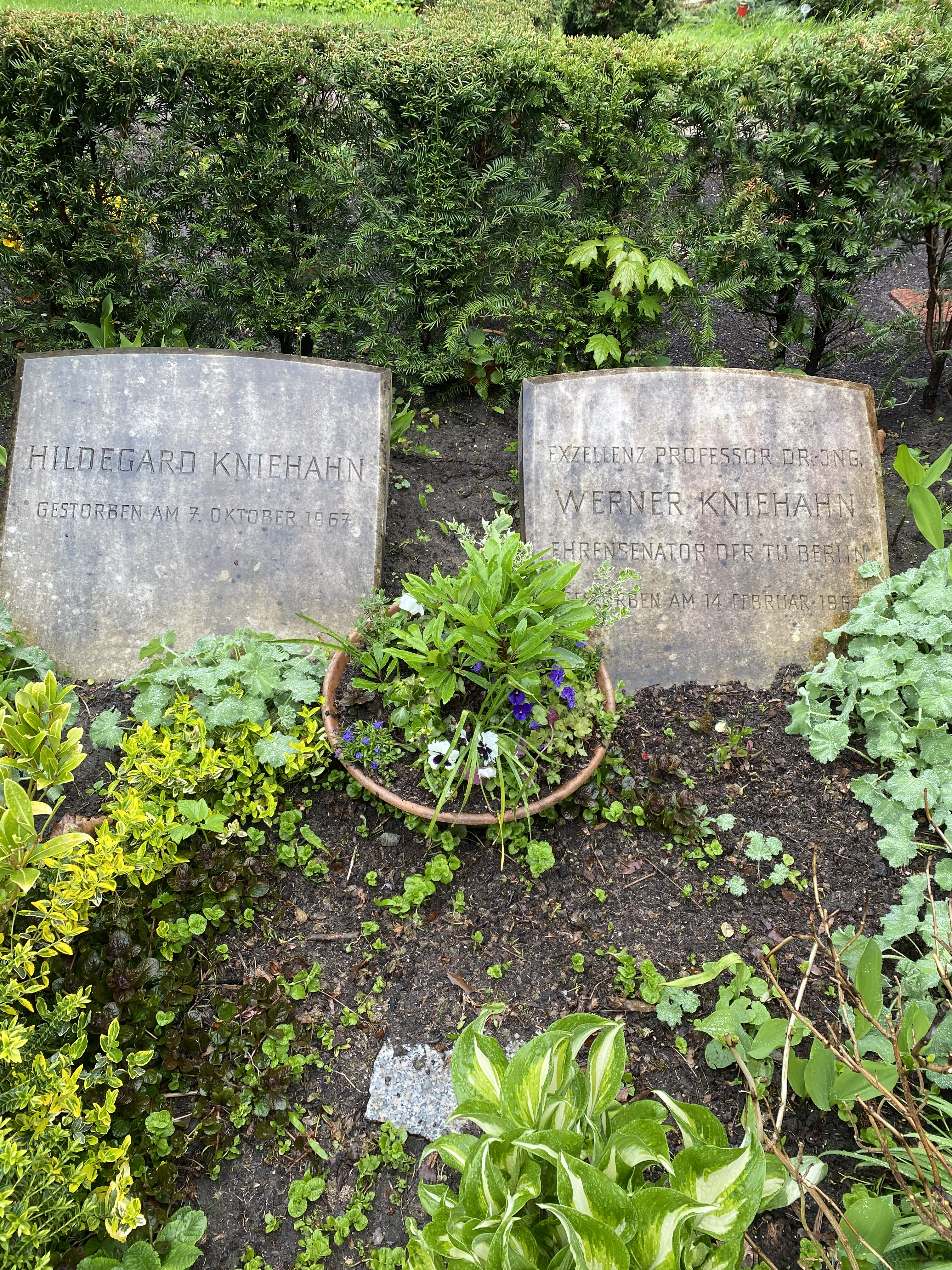
Grabstätte auf dem Evangelischen Kirchhof Nikolassee

Nach dem Abitur 1914 in Chemnitz und Kriegsdienst im Ersten Weltkrieg studierte er in Stuttgart und Dresden bis zum Diplom-Ingenieur. 1921 legte er das Diplom und 1924 die Promotion ab. Er arbeitete in Dresden als Assistent am Lehrstuhl für Maschinenwesen. 1925/26 arbeitete er für das Dynamowerk Berlin, dann am Reichspatentamt. 1929 folgte die Habilitation an der TH Dresden, wo er anschließend als Privatdozent lehrte. 1938 bis 1945 wurde er dort erst außerplanmäßiger, dann ordentlicher Professor für Feinmechanik. Gleichzeitig arbeitete er als Technischer Oberleiter im Hollerith-Werk Berlin, u. a. an Volkszählungen und im Auftrag der SS. Im November 1933 unterzeichnete er das Bekenntnis der deutschen Professoren zu Adolf Hitler. Er war Wehrwirtschaftsführer.
In den Jahren 1952 bis 1963 lehrte er an der TH Berlin Allgemeinen Maschinenbau, von 1957 bis 1959 als Rektor der TH/TU Berlin. Er war Ehrensenator der TU Berlin. Als Vorstand leitete er die Wanderer-Werke AG in Siegmar-Schönau.
Seine letzte Ruhestätte fand Werner Kniehahn auf dem Evangelischen Kirchhof Nikolassee.

## Schriften
- Kraftwagen, Potsdam 1930/31
- Die Bedeutung der Büromaschinen-Industrie, Berlin 1934